# 貧窮問答歌
『貧窮問答歌』（ひんきゅうもんどうか、びんぐうもんどうか）とは山上憶良による和歌。

## 概要
『万葉集』巻五に載録されている（旧国歌大系番号では892・893）。律令体制下の公民の貧窮ぶりと里長による苛酷な税の取り立ての様子を写実的に歌った歌で、長歌とその反歌である短歌それぞれ一首ずつより成る。成立年は憶良が筑前守に在任していた天平3年（731年）から国司の任期を終えて筑前国から帰京した天平5年（733年）頃にかけてとされる（ちなみに憶良は帰京後まもなく没したと推測されている）。
題である『貧窮問答歌』の意味については近年までは貧者が更にそれよりも貧しい窮者にその窮乏を問うものであるというのが定説であったが、現在では貧者に対する問答の歌と解して役人が貧者を尋ねているという説が有力視されている。
古く土屋文明が、オリジナルなリアリズム詩ではなく陶淵明など漢詩の模倣、換骨奪胎であると指摘、これに対して漢文学者からの反論などがある。